# 27 janvier en sport
27 décembre 27 février
Chronologies thématiques
- Croisades
- Ferroviaires
- Disney

Le 27 janvier (27e jour de l'année) en sport.

## Événements

### XIXesiècle
- 1899 :
  - (Automobile) : à Achères, Camille Jenatzy établit un nouveau record de vitesse terrestre : 80.35 km/h.

### XXesièclede1901à1950
- 1935 :
  - (Football) : l'équipe d'Uruguay remporte la Copa América.

### XXesièclede1951à2000
- 1974 :
  - (Formule 1) : Grand Prix automobile du Brésil.
- 1980 :
  - (Formule 1) : Grand Prix automobile du Brésil.
- 1985 :
  - (Football) : pour la venue des Girondins de Bordeaux au stade de la Beaujoire, le F.C Nantes établit un nouveau record d'affluence : 44 927 spectateurs.
- 1990 :
  - (Hockey sur glace) : 41e Match des étoiles de la Ligue nationale de hockey à Pittsburgh au Civic Arena.
- 1991 :
  - (Football américain) : finale du 25e Super Bowl cloturant la Saison 1990 avec la victoire des NFC New York Giants 20-19 contre les AFC Buffalo Bills à Tampa.
- 1994 :
  - (Sport automobile) : le Français François Delecour remporte le Rallye Monte-Carlo.

### XXIesiècle
- 2003 :
  - (Football américain / Super Bowl) : finale du 37e Super Bowl cloturant la saison 2002 avec la victoire des Buccaneers de Tampa Bay par 48-21 face aux Raiders d'Oakland.
- 2007 :
  - (Tennis / Open d'Australie) : en finale du simple dames de l'Open d'Australie, l'ancienne N° 1 mondiale Serena Williams (81e joueuse mondiale au début du tournoi) écrase (6-1, 6-2) la future numéro un mondiale, la russe Maria Sharapova, et décroche son huitième titre du Grand Chelem, rejoignant ainsi Suzanne Lenglen dans la légende du tennis.
- 2008 :
  - (Sport automobile / Endurance) : victoire lors des 24 Heures de Daytona en Floride (États-Unis), de la Riley-Lexus du Chip Ganassi Racing, pilotée par l'équipage composé de Dario Franchitti, Juan Pablo Montoya, Scott Pruett et Memo Rojas. Il s'agit de la troisième victoire consécutive dans cette épreuve pour le Chip Ganassi Racing, et du deuxième succès d'affilée pour Juan Pablo Montoya et Scott Pruett.
  - (Sport automobile / Rallye) : Sébastien Loeb et Daniel Elena remportent le Rallye automobile Monte-Carlo, première épreuve du Championnat du monde des rallyes 2008, au volant de leur Citroën C4 WRC. C'est la cinquième victoire (un record) de l'équipage franco-monégasque dans cette épreuve.
  - (Tennis / Open d'Australie) : en finale du simple messieurs de l'Open d'Australie, le jeune joueur serbe Novak Djokovic (20 ans et n° 3 au classement ATP au moment de la finale) remporte son premier tournoi du Grand Chelem en battant le joueur français Jo-Wilfried Tsonga (22 ans et n° 38 à l'ATP Tour au moment de la finale). Le score du match est : 4-6 6-4 6-3 7-6 (7-2).
- 2013 :
  - (Handball) : l'Espagne remporte le Championnat du monde en s'imposant en finale contre le Danemark sur le score de 35 à 19.
  - (Nautisme /Course au large) : le skipper français François Gabart remporte le Vendée Globe dans le temps record de 78 jours, 2 heures, 16 minutes et 40 secondes.
  - (Tennis) : le serbe Novak Djokovic remporte la finale du simple messieurs de l'Open d'Australie face à l'écossais Andy Murray (6-7, 7-6, 6-3, 6-2).
- 2021 :
  - (Nautisme / Course au large) : arrivée du français Charlie Dalin sur le Vendée Globe qui franchit la ligne à 20 h 35 et conclut sa course sur un temps de 80 j 06 h 15 min 47 s en ayant parcouru 28 267,88 milles à la vitesse moyenne réelle de 14,67 nœuds (24 365 milles sur le parcours théorique à la vitesse moyenne de 12,65 nœuds)[1] sans avoir la certitude d’avoir remporté l’épreuve. Ses poursuivants devraient franchir la ligne dans les heures qui viennent, et deux d’entre eux disposent de bonifications après s’être déroutés pour le sauvetage de Kevin Escoffier. L'Allemand Boris Herrmann, actuellement troisième, bénéficiant d’un bonus de six heures heurte un bateau de pêche sur la route des Les Sables-d'Olonne ce mercredi soir[2].
- 2024 :
  - (Handball / Championnat d'Afrique) : l'Égypte, chez elle, conserve son titre de championne d'Afrique des nations masculin en s'imposant fac à l'Algérie 29-21. La Tunisie complète le podium.
  - (Tennis / Open d'Australie) : en finale de l'Open d'Australie, la Biélorusse Aryna Sabalenka qui joue sous drapeau neutre s'impose face à la Chinoise Zheng Qinwen 6-3, 6-3. En double messieurs, l'Indien Rohan Bopanna associé à l'Australien Matthew Ebden s'imposent face aux Italiens Simone Bolelli et Andrea Vavassori 7-6, 7-5.

## Naissances

### XIXesiècle
- 1869 :
  - Billy Bassett, footballeur anglais. (16 sélections en équipe d'Angleterre). († 9 avril 1937).
- 1883 :
  - Bok de Korver, footballeur néerlandais. Médaillé de bronze aux Jeux de Londres 1908 et aux Jeux de Stockholm 1912. (31 sélections en équipe nationale). († 22 octobre 1957).
- 1889 :
  - Larrett Roebuck, footballeur anglais. († 18 octobre 1914).
- 1890 :
  - Charles Deruyter, cycliste sur route belge. Vainqueur du Circuit des Champs de Bataille. († 25 janvier 1955).
- 1894 :
  - Fritz Pollard, joueur de foot U.S. américain. († 11 mai 1986).
- 1899 :
  - Bibb Falk, joueur de baseball américain. († 8 juin 1989).

### XXesièclede1901à1950
- 1901 :
  - Arthur Rooney, joueur de baseball et de foot U.S. américain. († 25 août 1988).
- 1932 :
  - Pierre Bernard, footballeur français. (21 sélections en équipe de France). († 28 mai 2014).
  - Boris Shakhlin, gymnaste soviétique puis ukrainien. Champion olympique par équipe et au cheval d'arçons aux Jeux de Melbourne 1956, champion olympique du concours général, du saut de cheval, des barres parallèles, et du cheval d'arçons, médaillé d'argent par équipe ainsi qu'aux anneaux et médaillé de bronze à la barre fixe aux Jeux de Rome 1960 puis champion olympique de la barre fixe, médaillé d'argent du concours général individuel et par équipes, médaillé de bronze aux anneaux aux Jeux de Tokyo 1964. Champion du monde de gymnastique artistique par équipe 1954, champion du monde de gymnastique artistique du concours général individuel et par équipes, du cheval d'arçons, de la barre fixe et des barres parallèles 1958. Champion d'Europe de gymnastique du concours général individuel, du cheval d'arçon, des barres parallèles et de la barre fixe 1955 puis champion d'Europe de gymnastique de barre fixe et des anneaux 1963. († 30 mai 2008).
- 1934 :
  - George Follmer, pilote de F1 américain.
- 1936 :
  - Henri Grandsire, pilote de courses automobile puis acteur français.
  - Zoltan Vamoș, athlète de demi-fond roumain. († ? 2001).
- 1937 :
  - Georges Peyroche, footballeur puis entraîneur français. (3 sélections en équipe de France).
- 1940 :
  - Terry Harper, hockeyeur sur glace canadien.
- 1944 :
  - Nick Mason, pilote de courses automobile et musicien britannique.
- 1947 :
  - Christian Dorche, pilote de rallyes automobile français.

### XXesièclede1951à2000
- 1952 :
  - Christine Dulac-Rougerie, basketteuse française. Médaillée d'argent au Championnat d'Europe de basket-ball 1970. (107 sélections en équipe de France).
  - Brian Gottfried, joueur de tennis américain. Vainqueur de la Coupe Davis 1978.
  - Billy Johnson,  joueur de foot U.S. américain.
- 1957 :
  - Savo Vučević, basketteur puis entraîneur yougoslave et ensuite franco-monténégrin.
- 1962 :
  - Vern Cotter, joueur de rugby à XV puis entraîneur néo-zélandais. Vainqueur du Challenge européen 2007. Sélectionneur de l'équipe d'Écosse depuis 2014.
  - Anselmo Fuerte, cycliste sur route espagnol.
  - Norbert Sedlacek, navigateur autrichien.
- 1964 :
  - Jack Haley, basketteur puis entraîneur américain. († 16 mars 2015).
- 1965 :
  - Patrice Delaveau, cavalier de saut d'obstacles français. Médaillé d'argent du saut d’obstacles par équipes aux Mondiaux de sport équestre 2010 puis en individuel et par équipes aux Mondiaux de sport équestre 2014
  - Frans Maassen, cycliste sur route néerlandais. Vainqueur des Tours de Belgique  1988 et 1990, du Tour des Pays-Bas 1991, du Tour de Luxembourg 1994 et de l'Amstel Gold Race 1991.
  - Khristo Markov, athlète de sauts bulgare. Champion olympique du triple-saut aux Jeux de Séoul 1988. Champion du monde d'athlétisme du triple saut 1987. Champion d'Europe d'athlétisme du triple saut 1986.
- 1967 :
  - Dave Manson, hockeyeur sur glace canadien.
- 1968 :
  - Patrick Blondeau, footballeur français.
  - Matt Stover,  joueur de foot U.S. américain.
- 1970 :
  - Frédéric Forte, basketteur puis entraîneur et dirigeant sportif français. Vainqueur de la Ligue des champions d'Europe de basket-ball 1993. (75 sélections en équipe de France). Président du Limoges CSP Élite de 2004 à 2008. († 31 décembre 2017).
  - Carlos Torres, arbitre de football paraguayen.
- 1971 :
  - Patrice Brisebois, hockeyeur sur glace puis entraîneur canadien.
- 1972 :
  - Keith Wood, joueur de rugby à XV irlandais. Vainqueur du Challenge européen 2001. (58 sélections en équipe d'Irlande).
- 1974 :
  - Ole Einar Björndalen, biathlète norvégien. Champion olympique du 10km et médaillé d'argent du relais 4×7,5km aux Jeux de Nagano 1998, champion olympique du 10km, du 12,5km, du 20km et du relais 4×7,5km aux Jeux de Salt Lake City 2002, médaillé d'argent du 20km et du 12,5km, médaillé de bronze du 15km aux Jeux de Turin 2006, champion olympique du relais 4×7,5 km et médaillé d'argent du 20km aux Jeux de Vancouver 2010 puis champion olympique du sprint et du relais mixte aux Jeux de Sotchi 2014. Champion du monde de biathlon du relais 4×7,5km 1998, champion du monde de biathlon du 10km et du 15km 2003, champion du monde de biathlon du 10km, du 12,5km, du relais 4×7,5km et du 15km 2005, champion du monde de biathlon du 10km et du 12,5km 2007, champion du monde de biathlon du 12,5km 2008, champion du monde de biathlon du 10km, du 12,5km, du 20km et du relais 4×7,5 km 2009, champion du monde de biathlon du relais 4×7,5km et du relais mixte 2011 et 2012 puis champion du monde de biathlon du relais 4×7,5km 2013.
  - Andrei Pavel, joueur de tennis roumain.
- 1976 :
  - Ahn Jung-hwan, footballeur sud-coréen. (71 sélections en équipe de Corée du Sud).
  - Todd MacCulloch, basketteur canadien.
- 1977 :
  - Isabelle Joschke, navigatrice franco-allemande.
  - Matt Perry, joueur de rugby à XV anglais. Vainqueur de la Coupe d'Europe de rugby 1998. (36 sélections en équipe d'Angleterre).
- 1978 :
  - Pierre-Luc Laforest, joueur de baseball canadien.
- 1979 :
  - Lonny Baxter, basketteur américain.
- 1980 :
  - Marat Safin, joueur de tennis russe. Vainqueur de l'US Open 2000, de l'Open d'Australie 2005 et des Coupe Davis 2002 et 2006.
  - Jiří Welsch, basketteur tchèque.
- 1981 :
  - Yaniv Katan, footballeur israélien. (31 sélections en équipe d'Israël).
- 1982 :
  - David Dadunashvili, joueur de rugby géorgien. (29 sélections en Équipe de Géorgie).
  - Sattar Zare, footballeur iranien. (37 sélections en équipe d'Iran).
- 1983 :
  - Michal Ordoš, footballeur tchèque. (2 sélections en équipe de Tchéquie).
- 1985 :
  - Agustín Figuerola, joueur de rugby argentin. (7 sélections en équipe d'Argentine).
- 1986 :
  - Johan Petro, basketteur français. Champion d'Europe de basket-ball 2013. (45 sélections en équipe de France).
- 1987 :
  - Roman Chichkine, footballeur russe. (16 sélections en équipe d'Argentine).
  - Jamel Saihi, footballeur franco-tunisien. (20 sélections avec l'équipe de Tunisie).
  - Ben Te'o, joueur de rugby à XV et de rugby à XIII samoan-anglais. (1 sélection avec l'Équipe des Samoa de rugby à XIII et 18 avec l'Équipe d'Angleterre de rugby à XV).
  - Kristi Toliver, basketteuse américaine puis slovaque. Victorieuse de l'Euroligue 2016 et 2018.
- 1988 :
  - Kerlon Moura Souza, footballeur brésilien.
- 1990 :
  - Dave Labrecque, hockeyeur sur glace canadien.
- 1992 :
  - Hamari Traoré, footballeur malien. (56 sélections en équipe du Mali).
- 1993 :
  - Awudu Abass, basketteur italien.
  - Taro Daniel, joueur de tennis japonais.
- 1994 :
  - Jeneko Place, athlète de sprint bermudien.
  - Kristoffer Zachariassen, footballeur norvégien. (3 sélections en équipe de Norvège).
- 1996 :
  - Corentin Ermenault, cycliste sur route et sur piste français.
  - Lucas Hauchard (Squeezie), vidéaste.
- 1997 :
  - Ko Itakura, footballeur japonais. (24 sélections en équipe du Japon).
- 1999 :
  - Nikoloz Mali, footballeur géorgien. (1 sélection en équipe de Géorgie).
- 2000 :
  - Aurélien Tchouaméni, footballeur français. Vainqueur de la Ligue des nations 2021. (29 sélections en équipe de France).

### XXIesiècle
- 2001 :
  - Konrad Gruszkowski, footballeur polonais.
  - Fan Zhengyi, joueur de snooker chinois.
- 2002 :
  - Ville Koski, footballeur finlandais. (1 sélection en équipe de Finlande).
  - Finlay Pickering, cycliste sur route britannique.
- 2003 :
  - Hugo Rincón, footballeur espagnol.
- 2005 :
  - Tyler Bindon, footballeur néo-zélandais. (8 sélections en équipe de Nouvelle-Zélande).
- 2006 :
  - Saifdine Chlaghmo, footballeur marocain.

## Décès

### XXesièclede1901à1950
- 1930 :
  - Leonard Meredith, 47 ans, cycliste sur piste et sur route britannique. Champion olympique de la vitesse par équipes aux Jeux de Londres 1908 puis médaillé d'argent de la course sur route par équipes aux Jeux de Stockholm 1912. Champion du monde de cyclisme sur piste du demi-fond 1904, 1905, 1907, 1908, 1909, 1911 et 1913. (° 2 février 1882).
- 1934 :
  - Dick Richards, 43 ans, footballeur gallois. (9 sélections en équipe du pays de Galles). (° 14 février 1890).
- 1943 :
  - Franco Bontadini, 50 ans, footballeur italien. (4 sélections en équipe d'Italie). (° 7 janvier 1893).
- 1949 :
  - Andarín Carvajal, 73 ans, athlète de fond cubain. (° 18 mars 1875).

### XXesièclede1951à2000
- 1962 :
  - Percivale LeSueur, 80 ans, hockeyeur sur glace canadien. (° 21 novembre 1881).
- 1989 :
  - Simón Febrer, 93 ans, coureur cycliste espagnol. (° 18 mai 1895).
- 2000 :
  - Matateu, 72 ans, footballeur portugais. (27 sélections en équipe nationale). (° 26 juillet 1927).

### XXIesiècle
- 2006 :
  - Maurice Colclough, 52 ans, joueur de rugby à XV anglais. Vainqueur du Tournoi des Cinq Nations 1980. (25 sélections en équipe d'Angleterre). (° 2 septembre 1953).
- 2007 :
  - Trevor Allan, 79 ans, joueur de rugby à XV et à XIII australien. (15 sélections avec l'équipe d'Australie de rugby à XV). (° 26 septembre 1926).
  - Yang Chuan-Kwang, 73 ans, athlète des épreuves combinées chinois. Médaillé d'argent du décathlon aux Jeux de Rome 1960. (° 10 juillet 1933).
- 2010 :
  - Ruben Kruger, 39 ans, joueur de rugby à XV sud-africain. Champion du monde de rugby à XV 1995. (36 sélections en équipe d'Afrique du Sud). (° 30 mars 1970).
- 2011 :
  - Svein Mathisen, 58 ans, footballeur norvégien. (25 sélections en équipe de Norvège). (° 30 septembre 1952).
- 2012 :
  - István Rózsavölgyi, 82 ans, athlète de demi fond hongrois. Médaillé de bronze du 1 500 m aux Jeux de Rome 1960. Détenteur du record du monde du 1 500 m du 3 août 1956 au 11 juillet 1957. (° 30 mars 1929).
- 2015 :
  - Henk Faanhof, 92 ans, coureur cycliste néerlandais. Champion du monde amateur de course en ligne en 1949. (° 29 août 1922).
- 2020 :
  - Allen Brown, 76 ans, joueur américain de football américain. Vainqueur du Super Bowl en 1967 et en 1968 avec les Packers de Green Bay. (° 2 mars 1943).
- 2021 :
  - Gert Blomé, 86 ans, joueur de hockey sur glace suédois. (° 28 août 1934).